# Talassokracja
Talassokracja (gr. Θαλασσα – morze; κρατία – władza) – państwo, które zdobywa i utrzymuje dominację za pomocą silnej floty. Cała potęga i polityczne znaczenie danej talassokracji dobiega końca w przypadku anihilacji sił morskich.
Termin ten odnosi się także do dominacji morskiej, zarówno w jej militarnym, jak i gospodarczym znaczeniu.
Przykładami historycznie istniejących talassokracji są: Kreta w epoce brązu (kultura minojska) starożytne polis Ateny i Związek Morski (Symmachia Delijska), czy brytyjskie imperium kolonialne.